# Три дня (фильм, 1991)
«Три дня» (лит. Trys dienos) — советский литовский кинофильм 1991 года. Полнометражный дебют кинорежиссёра Шарунаса Бартаса.

## Сюжет
Фильм датирован 1991 годом, но снимался в 1989—1990. Картина предвосхищает события, случившиеся после августовского путча в 1991 году.
Принято обозначать этот фильм как антиисторию четырёх молодых людей в неком мёртвом городе K.
Внешне город и правда мертв: объекты съёмок у Бартаса почти всегда одни и те же: заброшенные сараи, дешёвые гостиницы, пустые причалы, провинциальные кабаки с грандиозными русскими пьянками под хиты 1990-х и тёмные углы: места обитания тёмной энергии (не в фольклорно-бытовом, а в философско-космологическом смысле), места, где света нет.
В фильме ничтожно мало диалогов, Голубева говорит вполголоса, будто про себя (стилистика этого фильма определит её игру в последующих фильмах раз и навсегда), герои картины будто в постоянном ожидании некого События, которое так и не случится. Ориентиры героям придется искать самим, и не всегда успешно.

## Награды
Диплом ФИПРЕССИ, приз экуменического жюри на международном кинофестивале в Берлине в 1992 году.
Номинация на приз «Феликс» в категории «Лучший молодой фильм» в 1992 году.